# شيكونيو
شيكونيو هي كومونا (بلدية) في العاصمة تورينو في المنطقة الإيطالية بيدمونت، على بعد حوالي 30 كيلومتر (19 ميل) شمال تورينو .
تقع شيكونيو على حدود البلديات التالية: سان جورجو كانفيزي واودزينيا وريفارولو كانفيزي ولوزيليي .